# Munio di Zamora
Munio di Zamora, o Mugnoz de Zamora, in latino Munio Zamorensis (Zamora, 1237 – Roma, 7 marzo 1300), è stato un vescovo cattolico e religioso spagnolo, appartenente all'Ordine dei domenicani, in seno al quale rivestì l'incarico di 7º maestro generale dal 1285 al 1291; è stato anche vescovo di Palencia dal 1294 al 1296: da entrambe le cariche fu deposto per motivi non del tutto chiariti. Ha svolto un ruolo significativo nella storia dell'Ordine domenicano per aver definito la regola del Terzo Ordine Domenicano.

## Biografia
Nessun dettaglio della vita giovanile di Munio viene ricordato, ma si presume che sia nato a Zamora. Quello che si sa di lui proviene da fonti diverse, di diverso valore, e porta a sentenze contraddittorie. Sembra che avesse reputazione di essere un ottimo amministratore, quando venne nominato priore provinciale del suo paese natale nel 1281. Era anche conosciuto come un uomo ascetico, che praticava l'astinenza perpetua.
A differenza dei precedenti maestri generali, non aveva una formazione accademica, non avendo mai studiato presso le grandi università d'Italia o di Francia. La capacità di amministratore sembra essere stato il suo unico talento.
Entrato nell'Ordine domenicano nel convento di San Paolo di Palencia nel 1257, divenne provinciale della Provincia di Spagna nel 1281 e fu eletto maestro generale nel Capitolo tenutosi a Bologna nel 1285, nonostante l'opposizione dei rappresentanti francesi che facevano rilevare la mancanza di studi teologici.
Nella sua prima lettera circolare all'Ordine dopo la sua elezione, Munio lanciò un richiamo serio ai frati e alle suore per mantenere più strenuamente lo spirito di povertà, nonché una stretta aderenza alla solitudine e al silenzio.
Poco dopo la sua elezione a maestro, nel 1285 promulgò la norma che avrebbe governato per diversi secoli il Terzo Ordine Domenicano, la Regola dei Fratelli e Sorelle della Penitenza del Beato Domenico (Regula Fratrum et Sororum Ordinis de Paenitentiae Beati Dominici), che ha fornito una regola di vita per i "laici e donne che conducono una vita ispirata ai frati penitenti". 
Il maestro dell'Ordine offriva così l'opportunità a laici e clero secolare, che erano stati fino ad allora indipendenti, di adottare una regola di vita e di essere posti sotto la giurisdizione dell'Ordine domenicano, facendo una promessa di obbedienza al maestro generale dell'Ordine. 
Con questa incorporazione formale nella struttura dell'Ordine domenicano, i gruppi di penitenti domenicani iniziarono a crescere e prosperare. Con la loro legittimazione attraverso la loro Regola, erano in grado di sopportare le accuse dei francescani, che potrebbero aver provato una certa concorrenza con il proprio Terz'Ordine.
Durante il suo incarico come capo dell'Ordine tenne capitoli a Bologna, Parigi, Bordeaux, Lucca, Treviri, Ferrara e Palencia; divise in due le province domenicane della Lombardia, di Roma, di Francia, di Spagna e di Provenza. Inoltre fu un inflessibile difensore delle tesi di Tommaso d'Aquino.
Dopo sei anni di generalato fu deposto, ma non sono chiare le vere motivazioni del suo licenziamento e l'identità dei responsabili. Alcuni storici suggeriscono che il papa francescano Niccolo IV avrebbe potuto essere scontento della regola che Munio aveva concesso dall'Ordine domenicano; o piuttosto che al pontefice era stato erroneamente riferito la sua incapacità di governare l'ordine, tutto ciò forse a causa degli intrighi dei domenicani francesi e italiani nei confronti dei confratelli della nazione spagnola; altri alludono al comportamento licenzioso dei suoi confratelli con le suore del convento di Santa Maria la Real de las Duenas a Zamora, che aveva provocato una visita canonica dal vescovo di Zamora nel 1279, le cui risultanze (con riferimenti boccacceschi altamente espliciti) sono conservate nei documenti d'archivio. Voci e storie sul passato di Munio cominciarono a circolare a Roma, tra queste c'erano le accuse di essere stato eletto grazie, in gran parte, alle manipolazioni e alla corruzione del suo patrono, il re Sancho IV di Castiglia.
Nonostante le fondamenta instabili delle indiscrezioni, nel 1289 papa Niccolò IV fece un appello personale al Munio affinché si dimettesse dalla sua carica. Munio non rispose a questa richiesta. Poi venne il Capitolo generale del 1290, in cui Munio fu rieletto, nonostante le accuse. I capitolari presenti dichiararono che la reputazione di Munio per l'astinenza era così ben fondata che eventuali infrazioni erano estranee al suo comportamento e alla sua indole. Vedendo questo sostegno, il papa, trovandosi in imbarazzo nel ribadire le accuse per deporlo, offrì a Munio la carica di arcivescovo di Compostella, nella eventualità che avesse deciso di dimettersi spontaneamente. A nulla valsero le mediazioni dei cardinali domenicani Ugo di Billom e Latino Malabranca.
L'indecisione del papa non durò a lungo, tuttavia, e l'anno successivo (1291), con l'appoggio dell'arcivescovo di Genova, Iacopo da Varagine (l'autore della Leggenda Aurea), chiese che Munio fosse rimosso dal suo ufficio: la bolla papale del 12 aprile 1291 fu inviata al Capitolo generale che quell'anno era in corso a Palencia, in Spagna, ma prima di raggiungere la loro destinazione i nunzi apostolici furono aggrediti da sconosciuti che strapparono le lettere papali.
Sotto la protezione del re Sancho IV e Maria de Molina (ritenuti i responsabili dietro le quinte dell'assalto al convoglio dei messi papali), Munio fu comunque deposto dalla carica di maestro generale, ma fu compensato dalla assegnazione di una pensione e della carica di vescovo di Palencia: la sua elezione fu confermata dall'arcivescovo di Toledo, Gonzalo Gudiel, nel 1294 e sancita da Celestino V. Due anni dopo, però, Bonifacio VIII intimò all'arcivescovo di Toledo di sospendere il vescovato di Munio, dato che la sua elezione non era canonica, non essendo stato scelto dal clero, ma dal re.
Trascorse il resto dei suoi giorni nel convento domenicano di Santa Sabina a Roma, dove fu sepolto dopo la sua morte, nel 1300. All'interno della chiesa si conserva la lastra tombale in marmo con la figura del defunto in mosaico, una testimonianza rarissima di questa tipologia di monumenti funebri: la tradizione vuole che l'autore sia il famoso mosaicista Jacopo Torriti, ma più probabilmente è il risultato di una delle botteghe cosmatesche di Roma.

## Genealogia episcopale
La genealogia episcopale è:
- Vescovo Juan Alvarez
- Vescovo Munio di Zamora, O.P.